# Tjerna gora (distrikt i Bulgarien, Stara Zagora)
Tjerna gora (bulgariska: Черна гора) är ett distrikt i Bulgarien.   Det ligger i kommunen Obsjtina Bratia Daskalovi och regionen Stara Zagora, i den centrala delen av landet, 170 km öster om huvudstaden Sofia.
Trakten runt Tjerna gora består till största delen av jordbruksmark. Runt Tjerna gora är det ganska glesbefolkat, med 45 invånare per kvadratkilometer.